# Белокрылая американская ласточка
Белокрылая американская ласточка (лат. Tachycineta albiventer) —  вид певчих птиц семейства ласточковых. Подвидов не выделяют.  Распространён в тропических районах Южной Америки от Колумбии и Венесуэлы до севера Аргентины.

## Описание
Белокрылая американская ласточка достигает длины 14 см и весит 14—17 г. Половой диморфизм не выражен. У взрослых особей верхняя часть тела переливающегося сине-зелёного цвета, нижняя часть тела и надхвостье белые. Второстепенные маховые перья с белой окантовкой. Остальное оперение крыльев и хвост чёрного цвета. Радужная оболочка тёмно-коричневая, клюв и ноги чёрные. У молодых особей более серая нижняя часть тела и в целом они более тусклые по сравнению со взрослыми. У молоди также меньше белого цвета на крыльях.
Белокрылых ласточек можно отличить от похожих на них мангровых ласточек по отсутствию белой линии над уздечкой и большему количеству белого цвета на крыльях.
Позывка представляет собой резкое чириканье или повторяющееся, нарастающее жужжание, похожее на «zweeed». Сигнал тревоги короткий и резкий.

## Распространение и места обитания
Белокрылая американская ласточка распространена в тропических районах Южной Америки от Колумбии, Венесуэлы и Тринидад и Тобаго до севера Аргентины. Не обнаружена на тихоокеанском побережье западнее Анд. Обитает вблизи водоёмов, таких как реки и озёра. Встречается на высоте до 600 м над уровнем моря.

## Биология
Белокрылые американские ласточки ведут оседлый образ жизни на большей части своего ареала. Популяции крайнего юга Бразилии и севера Аргентины являются перелетными, птицы прилетают в эти районы только во время гнездования с середины сентября до середины апреля, а зимуют в Колумбии, Венесуэле и Гвиане.

### Размножение
Белокрылые американские ласточки проявляют большую агрессивность в период размножения и гнездования. Они отгоняют пары других ласточек, пытающиеся проникнуть на их территорию, и гнездятся обособленно. Однако если доступных для гнездования участков много, они могут образовывать разрозненные колонии. В Колумбии сезон размножения приходится на январь — февраль, в Венесуэле длится с февраля по апрель, а в самых южных частях ареала — с сентября по апрель. Гнездо размещается в полости или расщелине в самых разных местах, обычно расположенных на высоте нескольких метров над водой. Это могут быть трещины между камнями, дыры в пнях, скалах, карнизах домов и даже трубы или водостоки. Часто используются старые дупла дятлов. Само гнездо сооружается из сухой травы и мелких корешков, выстлано перьями разных видов птиц, иногда имеющих разнообразную окраску. В кладке 3–6 белых яиц размером 17–20 х 13–14,6 мм и весом 1,9 г. Продолжительность инкубации и пребывания птенцов в гнезде не описаны.

### Питание
Белокрылая американская ласточка питается насекомыми, в основном в полёте на небольшой высоте. Обычно добывает пищу над водной поверхностью, но может также питаться и над землёй. В перерывах между охотой обычно устраивается на колышках посреди водоёмов или на низких ветках вблизи водоемов. Траектории полёта прямые, характерны многочисленные взмахи крыльями, а не планирование.